# Bond voor Landnationalisatie
De Bond voor Landnationalisatie was een Nederlandse organisatie die streefde naar het nationaliseren van alle grond. De overheid zou de grond verpachten aan particulieren. De pacht zou de enige vorm van belastinginkomsten voor de overheid worden. De bond zag landnationalisatie als de oplossing om recessie en economische ongelijkheid te voorkomen. De bond ontleende zijn denkbeelden aan de Amerikaanse econoom Henry George en de Duitser Michael Flürscheim.
In 1889 werd de Bond voor Landnationalisatie opgericht door Jan Stoffel, Derk Roelof Mansholt, Daniël de Clercq en de Amsterdamse architect Theodor Sanders. Op uitnodiging van de bond kwam Henry George naar Nederland om een toespraak te houden in Amsterdam. De bond gaf het blad Grond aan Allen uit, waarvan Stoffel de hoofdredacteur was. Het ledenaantal groeide van 205 personen in 1890 naar 450 in 1896. De meeste leden woonden in de provincie Friesland. Tijdens de parlementsverkiezingen van 1897 wist Stoffel een plaats in de Kamer te verwerven met de steun van radicale democraten, maar stopte na een aantal maanden uit gezondheidsredenen.
De bond steunde de oprichting van de organisatie Gemeenschappelijk Grondbezit. De Bond voor Landnationalisatie sliep vanaf 1897 langzaam in. Uit de bond ontstond de Grondpartij, die landnationalisatie tot speerpunt van haar verkiezingsprogramma maakte. Zij deden mee onder de naam Lijst Stoffel in het district Amsterdam en kregen slechts 235 stemmen.